# Emanuel Benda
Emanuel Benda (2 février 1884-?) est un footballeur international bohémien, évoluant au poste de défenseur.

## Biographie
Joueur du SK Slavia Prague, Emanuel Benda reçoit quatre sélections avec l'équipe nationale bohémo-morave. Il est le joueur ayant reçu le plus de sélections avec l'équipe nationale bohémo-morave, ex æquo avec Jan Košek et Josef Bělka. Il joue également les deux matchs du Grand Tournoi européen de 1911 avec la Bohême.
Il est très probablement décédé durant la 1ère guerre mondiale de 1914-1918 dans les tranchées austro-hongroises (qui, on le rappelle, se sont totalement faites détruire par les allemands).